# Yunak Peak
Yunak Peak (englisch; bulgarisch връх Юнак wrach Junak) ist ein 600 m hoher und vereister Berg in den Stribog Mountains auf der Brabant-Insel im Palmer-Archipel westlich der Antarktischen Halbinsel. Er ragt 2,35 km südöstlich des Zelenika Peak, 3,8 km nordwestlich des Terrada Point und 5,18 km ostsüdöstlich des Mount Imhotep am südöstlichen Ende des Gutsal Ridge auf. Seine steilen Südwest- und Südhänge sind teilweise unvereist. Die Buls-Bucht liegt südöstlich und der Hippokrates-Gletscher westlich von ihm.
Britische Wissenschaftler kartierten ihn 1980 und 2008. Die bulgarische Kommission für Antarktische Geographische Namen benannte ihn 2015 nach der Ortschaft Junak im Nordosten Bulgariens.